# Wasserschoss
Ein Wasserschoss (pl. Wasserschosse), auch Wassertrieb, Wasserreiser oder Geiltrieb, ist ein Sommertrieb, der aus dem alten Holz einer mehrjährigen verholzten Pflanze gebildet wird. Wasserschosse entwickeln sich aus schlafenden Knospen im alten Holz. Wie stark und wie viele, ist sehr von der Pflanze und der Sorte abhängig. Diese Triebe werden oft mit den Geiztrieben verwechselt. Wasserschosse haben morphologisch den gleichen Aufbau wie ein grüner Jahrestrieb der betreffenden Pflanze.

## Wasserschosse bei Weinreben
Bei der Rebe bilden sich jährlich meist mehrere Wasserschosse. Die Intensität hängt stark von der Rebsorte ab. So bildet z. B. die Rebsorte Portugieser sehr wenig, die Sorte Silvaner sehr viele Wasserschosse aus. Bei Laubarbeiten werden Wasserschosse entfernt, sofern sie nicht als Ersatzholz zum Rebschnitt oder zur Stockverjüngung benötigt werden. Im Jahr der Entwicklung haben diese Triebe nur in Ausnahmefällen auch einen Traubenansatz. Aus diesem Grund entstand die Meinung, diese Triebe wären unfruchtbar. Das gilt aber nur für das erste Jahr ihrer Entwicklung, da sie sich aus einer schlafenden Knospe entwickelt haben. Diese im alten Holz eingebetteten Triebanlagen besitzen meist nur vorgebildete Organe für die Trieb- und Blattentwicklung. Sie stellen eine Triebreserve dar, die in bestimmten Situationen gewünscht ist (nach stärkeren Winter- oder Spätfrostschäden, Hagelschäden oder geplanter Stockverjüngung). Wie gut sich der Wasserschoss entwickeln kann, ist von seiner Belichtungssituation während der Vegetationszeit abhängig. Triebe, die sich im Inneren von dichten Laubwänden entwickeln, wachsen aufgrund der Beschattung rascher. In den Knospen dieser Triebe sind die Blütenanlagen für das kommende Jahr allerdings weniger fruchtbar ausgebildet. Können sich Wasserschosse unter guten Lichtbedingungen entwickeln, so weisen diese eine vergleichbare Augenfruchtbarkeit auf wie jene Triebe, die sich aus den angeschnittenen Augen entwickeln.
Nicht benötige Wasserschosse werden möglichst frühzeitig entfernt. Das Entfernen kann durchgeführt werden:
- händisch, durch Ausbrechen
- maschinell durch Abbürsten mit Stockputzgeräten
- chemisch mit speziellen Abbrennmitteln

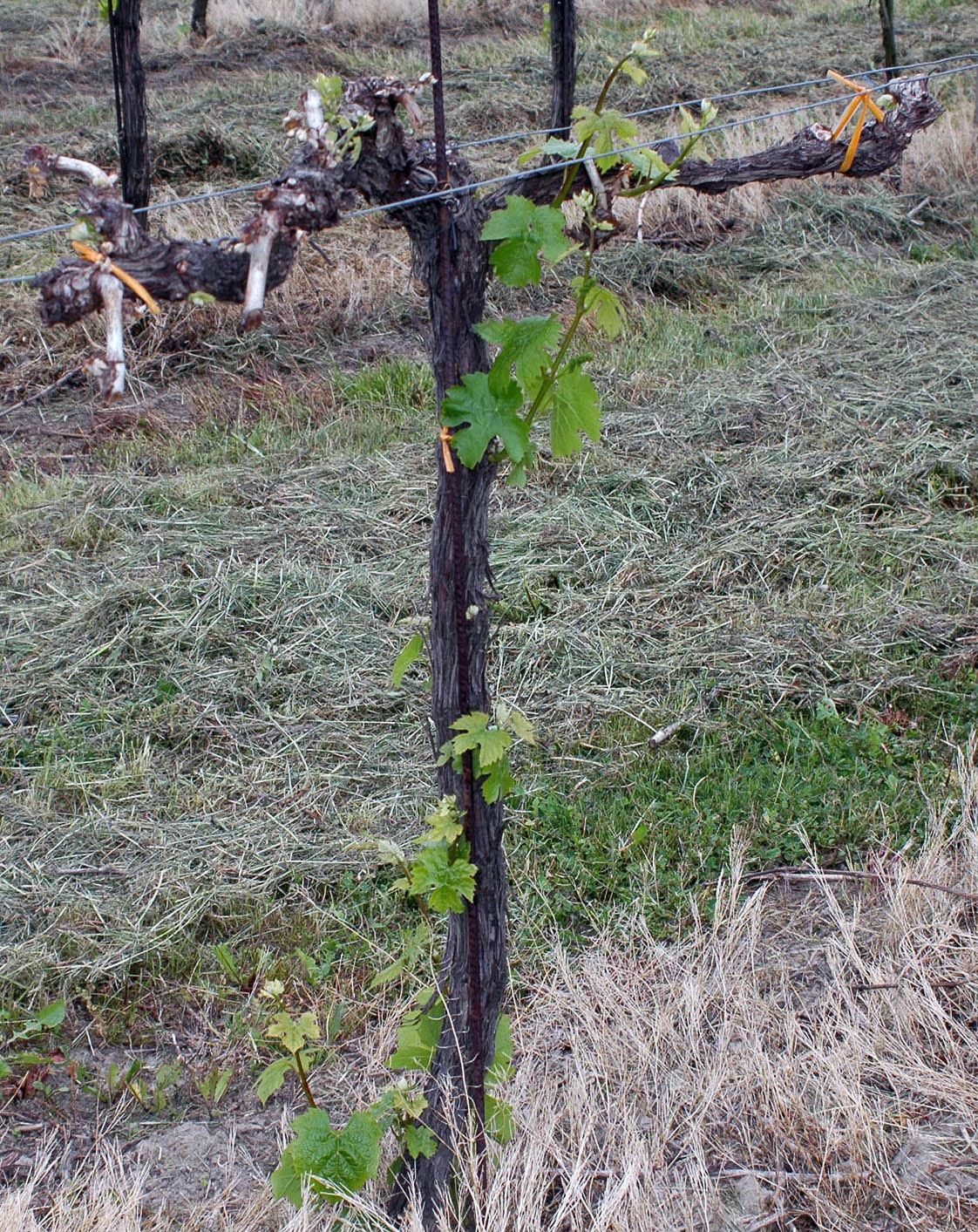
Mehrere Wasserschosse auf einem Rebstamm. Der Rebstock ist vom Spätfrost geschädigt. Deshalb werden günstig stehende Wasserschosse belassen, um den Rebstock wieder aufbauen zu können.
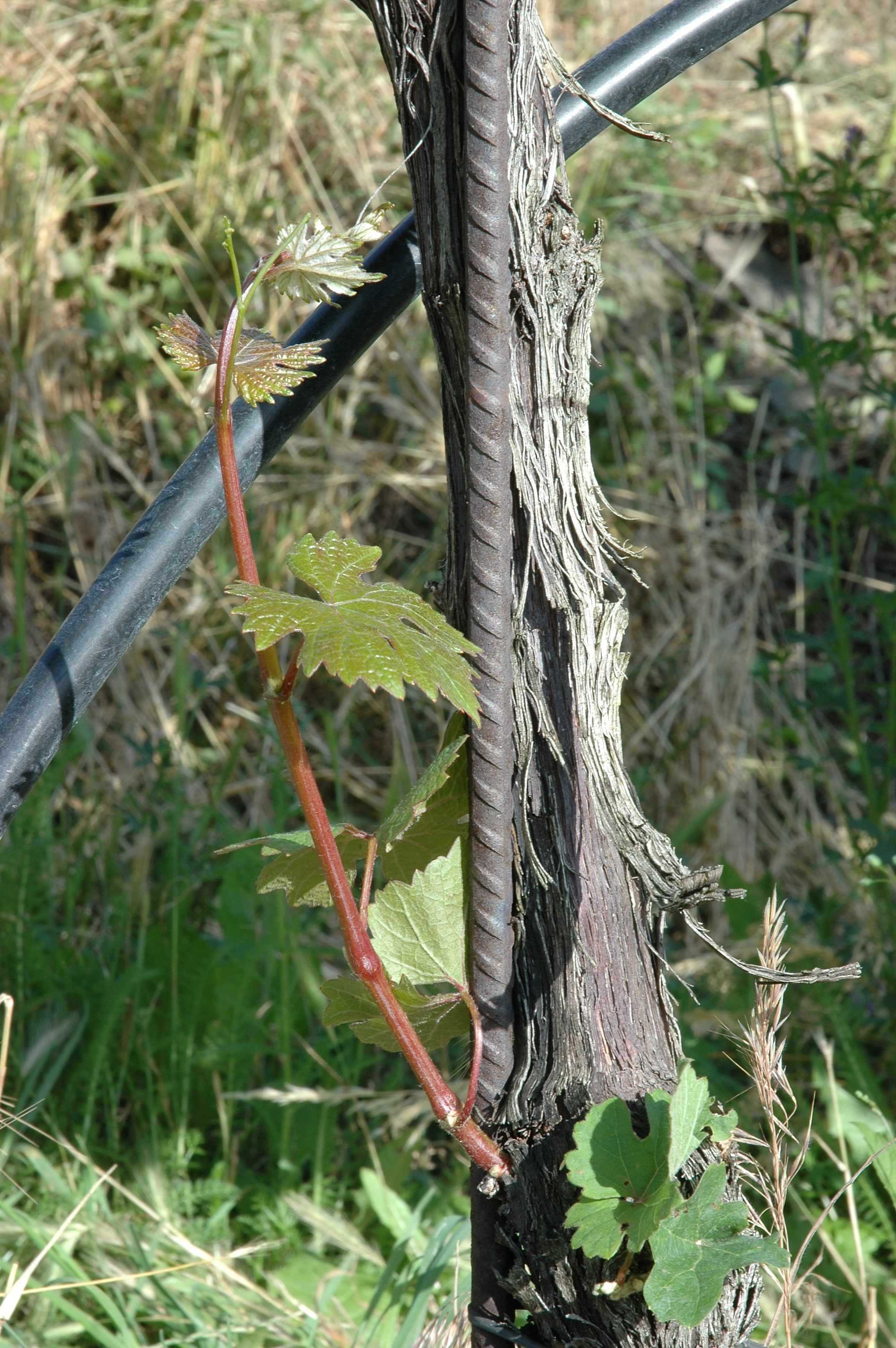
Wasserschoss – ein grüner Trieb aus dem alten Holz eines Rebstammes.
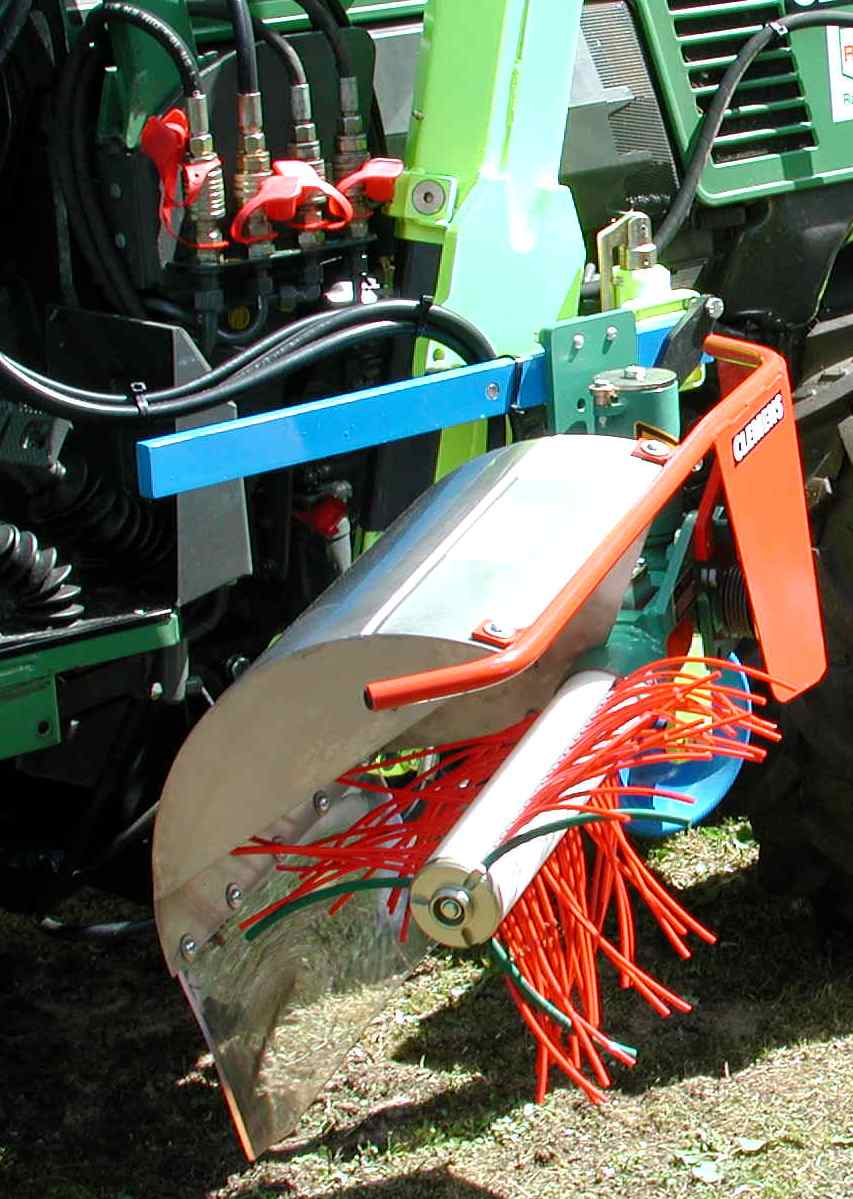
Der Bürstenteil entfernt die grünen Triebe vom Stamm.

## Wasserschosse bei Obstbäumen
Wasserschosse bilden sich meist im Inneren der Baumkronen aus einer schlafenden Knospe. Es entsteht meist ein aufrechter Trieb mit langen Internodien und relativ weichem Gewebe. Im Normalfall werden diese Triebe beim Grünschnitt frühzeitig entfernt. Sie sind aber als Ersatztrieb bei Ast- oder Baumschädigung bzw. bei einer Verjüngung des Baumes wichtig.